# SS Zivilabzeichen

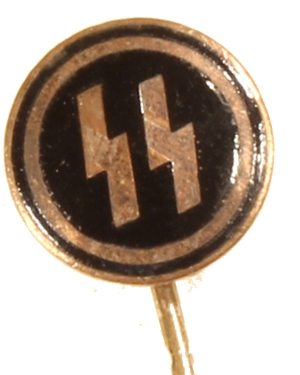
La SS-Zivilabzeichen.

La Insignia Civil de las SS (en alemán: SS Zivilabzeichen) fue una insignia de las SS emitida entre los años de 1933 y 1938 para los miembros de las SS.
Traducido como "Insignia Civil de las SS", la SS Zivilabzeichen era un pequeño pasador de solapa que se usaba en la ropa de civil para denotar la pertenencia a las SS. La insignia fue otorgada con mayor frecuencia a los miembros de la Sicherheitspolizei que eran miembros veteranos de las SS. Parece que no hubo criterios establecidos para la emisión de la SS-Z.A., y un miembro de la SS sólo tuvo que aplicar al SS-Hauptamt para recibir la credencial civil.

## Números de insignia civil conocidos
Adolf Hitler recibió el número honorífico de las SS "1" y fue galardonado con una Zivilabzeichen por las SS. La insignia se guardó en el apartamento de Hitler en Múnich hasta que fue tomada por el Teniente Primero Philip Ben Lieber en 1945. La insignia, junto con un grupo de material propiedad de Hitler, se vendió a través de Mohawk Arms a los coleccionistas Stephen Wolfe y Neil Hardin. En 2013, el coleccionista de antigüedades militares Craig Gottlieb compró todo el grupo.
- #1: Adolf Hitler
- #2: Heinrich Himmler
- #6,375: Adolf Eichmann
- #72,723: Gustav Lombard
- #106,983: Karl Freiherr Michel von Tüßling
- #160,180: Ernst Kaltenbrunner
- #169,582: Hermann Senkowsky